# Watsonidia navatteae
Watsonidia navatteae là một loài bướm đêm thuộc phân họ Arctiinae, họ Erebidae.